# Castilleja quiexobrensis
Castilleja quiexobrensis är en snyltrotsväxtart som beskrevs av Guy L. Nesom. Castilleja quiexobrensis ingår i släktet målarborstar, och familjen snyltrotsväxter. Inga underarter finns listade i Catalogue of Life.